# 宮沢康
宮沢 康（みやざわこう）は、日本の男性俳優。

## 出演作品

### テレビドラマ
- 破れ傘刀舟悪人狩り 第26話「生きていた女」（1975年、NET / 三船プロダクション）
- 伝七捕物帳 第113話「上方から来た男」（1976年、NTV / ユニオン映画）
- 大江戸捜査網（東京12チャンネル / 三船プロダクション）
  - 第148話「怪盗 炎の中を走る（1976年）
  - 第194話「お化け屋敷に消えた美女」（1977年）
- 気まぐれ天使（1977年、NTV / ユニオン映画）
  - 第14話「笑う門には……」
  - 第15話「嗚呼!花の成人式」
  - 第16話「花も恥じらう独裁者」
  - 第17話「げに恐ろしきは……」
  - 第31話「赤い夕陽にピンクの風」
- 特別機動捜査隊 第796話「夕陽の波止場」（1977年、NET） - 古川達也
- 特捜最前線 第4話「愛と炎の街」（1977年、NET / 東映）
- 達磨大助事件帳 第21回「還って来た幸福」（1977年、テレビ朝日 / 国際放映）

### テレビアニメ
- ダメおやじ